# Зенкевич, Ольгерд
Ольгерд Сесил Зенкевич (Olgierd Cecil Zienkiewicz; 18 мая 1921 г., Катерхем, Англия — 2 января 2009 г., Суонси, Уэльс) — британский ученый польского происхождения, математик и инженер-строитель.
Эмерит-профессор и директор института университета Суонси, заведующий кафедрой Политехнического университета Каталонии. Член Лондонского королевского общества (1979), иностранный член Национальной инженерной академии США (1981), Академии деи Линчеи, Китайской и Польской АН.

## Биография
Родился в семье поляка и англичанки, а когда ему было два года, они переехали в Польшу.
Окончив лицей в Катовице в 1939 году, Зенкевич собрался поступать в Варшавскую политехнику для изучения гражданского строительства, однако начало Второй мировой войны в сентябре того же года не позволило продолжить ему обучение в Польше. Получил степени бакалавра с отличием (1943) и доктора философии (1945, под началом Richard V. Southwell) в Имперском колледже Лондона и степень доктора наук в Лондонском университете. С 1949 по 1957 год преподавал в Эдинбургском университете, с 1957 по 1961 год — в США в Северо-Западном университете. С 1961 года в университете Суонси, заведовал кафедрой гражданского строительства. Подготовил более 70 PhD-студентов.
Состоял членом редколлегий 28 научных журналов, а также International Journal for Numerical Methods in Fluids, одним из основателей которого являлся. Член-основатель и первый председатель International Association for Computational Mechanics (IACM).
Член Королевской инженерной академии (1979).
Женился в 1952 году, двое сыновей и дочь.
Автор 25 книг, более 600 научных работ.

## Награды и отличия
- James Alfred Ewing Medal[англ.] (1980)
- Carl-Friedrich-Gauß-Medaille[нем.] (1987)
- Королевская медаль Лондонского королевского общества (1990)
- Gold Medal of the Institution of Structural Engineers[англ.] (1991)
- Медаль Тимошенко Американскогo обществa инженеров-механиков (1998)
- Prince Philip Medal[англ.] Королевской инженерной академии (2006)

Удостоился более 30 почётных степеней, в частности в Китае, Польше, Германии, Франции, Италии, США. Командор ордена Британской империи.